# Liste der Einträge im National Register of Historic Places im Carver County

Lage des Carver County in Minnesota

Die Liste der Einträge im National Register of Historic Places im Carver County in Minnesota führt alle Bauwerke und historischen Stätten im Carver County auf, die in das National Register of Historic Places aufgenommen wurden.

## Legende
| NRHP | Historic Place    |
| HD   | Historic District |

## Aktuelle Einträge
| [ 2 ] | Name                                | Bild                                | Eintragsdatum                | Lage | Ort                     | Beschreibung |
| ----- | ----------------------------------- | ----------------------------------- | ---------------------------- | --- | ----------------------- | --- |
| 1     | Emile Amblard Guest House           | Emile Amblard Guest House           | 1980 ID-Nr. 80001982         | 32–36 North Vine Street 44° 51′ 4″ N, 93° 47′ 22,1″ W                                                   | Waconia                 | Im Jahr 1900 errichtete Pension |
| 2     | Brinkhaus Saloon Livery Barn        | Brinkhaus Saloon Livery Barn        | 1980 ID-Nr. 80001962         | 112 West 4th Street 44° 47′ 14,6″ N, 93° 36′ 6,6″ W                                                     | Chaska                  | 1875 errichteter Mietstall, heute Gebäude der Chaska Historical Society                                                                                                  |
| 3     | Carver Historic District            | Carver Historic District            | 1980 ID-Nr. 80001960         | Abgegrenzt durch Lime Street, 1st Street, Walnut Street und 6th Street 44° 45′ 48,9″ N, 93° 37′ 32,3″ W | Carver                  | Unter Denkmalschutz stehender Stadtkern mit rund 100 historischen Gebäuden                                                                                               |
| 4     | Chaska Historical Marker            | Chaska Historical Marker            | 2010 ID-Nr. 10000415         | County Highway 61 nahe der Edgehill Road 44° 46′ 57,7″ N, 93° 36′ 42,8″ W                               | Chaska                  | 1938 durch das Minnesota Highway Department errichteter Gedenkstein für den Pelzhändler Jean-Baptiste Faribault, einem der ersten weißen Siedler Minnesotas              |
| 5     | Church of St. Hubertus-Catholic     | Church of St. Hubertus-Catholic     | 1982 ID-Nr. 82002937         | Great Plains Boulevard Ecke West 78th Street 44° 51′ 42,8″ N, 93° 31′ 50,7″ W                           | Chanhassen              | 1887 im neugotischen Stil errichtete Kirche |
| 6     | Coney Island of the West            | Coney Island of the West            | 1976 ID-Nr. 76001048         | Lake Waconia, abseits der MN 5 44° 51′ 40″ N, 93° 47′ 1″ W                                              | Waconia                 | Beliebtes Resort auf einer Insel im Lake Waconia; gegründet 1885 |
| 7     | Frederick E. DuToit House           | Frederick E. DuToit House           | 1980 ID-Nr. 80001965         | 121 Hickory Street 44° 47′ 2,3″ N, 93° 36′ 22,3″ W                                                      | Chaska                  | 1870 errichtetes Wohnhaus eines Politikers und Zeitungsherausgebers |
| 8     | Eder-Baer House                     | Eder-Baer House                     | 4. Jan. 1980 ID-Nr. 80001966 | 105 Elm Street 44° 47′ 1,3″ N, 93° 36′ 17″ W                                                            | Chaska                  | 1900 im Queen Anne-Stil errichtetes Gebäude |
| 9     | Frederick Greiner House             | Frederick Greiner House             | 1980 ID-Nr. 80001967         | 319 East 3rd Street 44° 47′ 14,2″ N, 93° 35′ 49″ W                                                      | Chaska                  | 1870 im Eastlake Movement genannten Stil errichtetes Wohnhaus eines Politikers und Hoteliers                                                                             |
| 10    | Wendelin Grimm Farmstead            | Wendelin Grimm Farmstead            | 1974 ID-Nr. 74001008         | Abseits des County Highway 11 im Carver Park Reserve 44° 53′ 5,2″ N, 93° 43′ 0,8″ W                     | Victoria                | 1876 errichtetes Farmhaus von Wendelin Grimm, der die erste nordamerikanischen Wintern widerstehende Luzerne züchtete; heute Bestandteil des Three Rivers Park Districts |
| 11    | Philip Guettler House               | Philip Guettler House               | 1980 ID-Nr. 80001963         | Adams Street Ecke Mill Street 44° 46′ 7,3″ N, 93° 46′ 49,8″ W                                           | Cologne                 | 1902 errichtetes Wohnhaus eines Mühlenbesitzers |
| 12    | Jacob Hebeisen Hardware Store       | Jacob Hebeisen Hardware Store       | 1980 ID-Nr. 80001975         | Railroad Street Ecke Maria Street 44° 43′ 58,8″ N, 93° 58′ 2,5″ W                                       | Hamburg                 | 1907 errichtetes Geschäftsgebäude |
| 13    | Jacob Hebeisen House                |                                     | 1980 ID-Nr. 80001976         | Abseits des County Highway 50 44° 43′ 46″ N, 93° 58′ 14″ W                                              | Hamburg                 | 1884 im Queen Anne-Stil errichtetes Gebäude |
| 14    | Albertine and Fred Heck House       | Albertine and Fred Heck House       | 2000 ID-Nr. 00001508         | 8941 Audubon Road 44° 50′ 33,4″ N, 93° 33′ 53,7″ W                                                      | Chanhassen              | 1895 errichtetes Farmhaus |
| 15    | Herald Block                        | Herald Block                        | 1980 ID-Nr. 80001968         | 123 West 2nd Street 44° 47′ 5,7″ N, 93° 36′ 5,4″ W                                                      | Chaska                  | 1871 errichtetes Zeitungsgebäude |
| 16    | King Oscar's Settlement             | King Oscar's Settlement             | 1980 ID-Nr. 80001974         | County Highway 40 44° 43′ 44,8″ N, 93° 40′ 30,1″ W                                                      | Carver                  | 1853 errichtete Kirche schwedischer Einwanderer und Kirchspielverwaltung                                                                                                 |
| 17    | John Knotz House                    | John Knotz House                    | 1980 ID-Nr. 80001970         | Paul Street Ecke Mill Street 44° 46′ 6,1″ N, 93° 46′ 51,9″ W                                            | Cologne                 | 1905 errichtetes Wohnhaus des Arztes John Knotz und seiner Frau, der Anwältin Rosa Partoll Knotz                                                                         |
| 18    | Laketown Moravian Brethren's Church | Laketown Moravian Brethren's Church | 1980 ID-Nr. 80001981         | County Highway 11 44° 52′ 7,8″ N, 93° 40′ 38,6″ W                                                       | Victoria                | 1878 errichtete Kirche mährischer Einwanderer |
| 19    | E. H. Lewis House                   | E. H. Lewis House                   | 1980 ID-Nr. 80001971         | 321 West 2nd Street 44° 47′ 3,6″ N, 93° 36′ 15,2″ W                                                     | Chaska                  | c. 1870 im Eastlake Movement genannten Stil errichtetes Gebäude |
| 20    | Charles Maiser House                | Charles Maiser House                | 1980 ID-Nr. 80001983         | 16 West Main Street 44° 51′ 2,2″ N, 93° 47′ 12″ W                                                       | Waconia                 | 1875 im Italianate-Stil errichtetes Gebäude |
| 21    | Mock Cigar Factory and House        | Mock Cigar Factory and House        | 1980 ID-Nr. 80001984         | 48 West Main Street 44° 51′ 2,1″ N, 93° 47′ 14,3″ W                                                     | Waconia                 | 1875 im Italianate-Stil errichtete Zigarettenfabrik mit Wohnhaus |
| 22    | Paul Mohrbacher House               | Paul Mohrbacher House               | 1980 ID-Nr. 80001972         | 102 Paul Avenue South 44° 46′ 12″ N, 93° 46′ 52,4″ W                                                    | Cologne                 | 1880 errichtetes Wohnhaus des Stadtgründers |
| 23    | Norwood Methodist Episcopal Church  | Norwood Methodist Episcopal Church  | 1980 ID-Nr. 80001978         | Hill Street Ecke Union Street 44° 46′ 13,5″ N, 93° 55′ 40,8″ W                                          | Norwood Young America   | 1876 errichtete Kirche |
| 24    | Andrew Peterson Farmstead           | Andrew Peterson Farmstead           | 1979 ID-Nr. 79003713         | MN 5 44° 51′ 51″ N, 93° 43′ 30,7″ W                                                                     | nordöstlich von Waconia | 1867 errichtetes Farmhaus des schwedischen Einwanderers Andrew Peterson                                                                                                  |
| 25    | Johann Schimmelpfennig Farmstead    | Johann Schimmelpfennig Farmstead    | 1980 ID-Nr. 80001980         | Abseits des US 212 44° 46′ 38,8″ N, 93° 52′ 39,7″ W                                                     | Norwood Young America   | Zwischen 1856 und 1909 errichtete Farmgebäude |
| 26    | Simons Building and Livery Barn     | Simons Building and Livery Barn     | 1980 ID-Nr. 80001964         | 123 West 3rd Street 44° 47′ 9,3″ N, 93° 36′ 6,8″ W                                                      | Chaska                  | 1888 bis in die 1890er Jahre errichteter Komplex aus Hotel, Saloon und Mietstall                                                                                         |
| 27    | Waconia City Hall                   | Waconia City Hall                   | 1983 ID-Nr. 83000900         | 9 West 1st Street 44° 50′ 56,6″ N, 93° 47′ 11,8″ W                                                      | Waconia                 | 1909 aus roten Backsteinen errichtetes Rathaus |
| 28    | Walnut Street Historic District     | Walnut Street Historic District     | 1980 ID-Nr. 80001973         | Walnut Street, 2nd Street, Chestnut Street und 6th Street 44° 47′ 14,8″ N, 93° 36′ 1,3″ W               | Chaska                  | |
| 29    | West Main Street Houses             | West Main Street Houses             | 1980 ID-Nr. 80001986         | 417, 429 und 453 West Main Street 44° 51′ 1″ N, 93° 47′ 34,9″ W                                         | Waconia                 | 1886 errichtetes Ziegelgebäude und 1898 bzw. 1903 gebaute Holzhäuser |
| 30    | West Union                          | West Union                          | 1980 ID-Nr. 80001987         | County Highway 50 44° 42′ 58,8″ N, 93° 46′ 9,4″ W                                                       | Cologne                 | 1868 errichtete Kirche und 1905 gebaute Versammlungshalle schwedischer Einwanderer                                                                                       |
| 31    | Winter Saloon                       | Winter Saloon                       | 1980 ID-Nr. 80001979         | Elm Street Ecke Hazel Street 44° 46′ 3,9″ N, 93° 55′ 40,3″ W                                            | Norwood Young America   | 1890 errichteter Saloon und Versammlungshalle |
| 32    | Young America City Hall             | Young America City Hall             | 1980 ID-Nr. 80001988         | 102 2nd Avenue South 44° 46′ 55,4″ N, 93° 54′ 47,8″ W                                                   | Norwood Young America   | 1909 aus roten Backsteinen errichtetes Rathaus |
| 33    | Zoar Moravian Church                | Zoar Moravian Church                | 1980 ID-Nr. 80001985         | County Highway 10 44° 49′ 6,7″ N, 93° 43′ 50,8″ W                                                       | Chaska                  | 1863 im Stil des Greek Revival errichtete Kirche mährischer Einwanderer                                                                                                  |

## Frühere Einträge
| [ 2 ] | Name                        | Bild | Eintragsdatum        | Lage                                                    | Ort        | Beschreibung                                                                 |
| ----- | --------------------------- | ---- | -------------------- | ------------------------------------------------------- | ---------- | ---------------------------------------------------------------------------- |
| 1     | Chanhassen Township Hall    |      | 1980 ID-Nr. 80001961 | Great Plains Boulevard 44° 50′ 22,2″ N, 93° 32′ 14,4″ W | Chanhassen | 1890 errichtete Township Hall; 1990 aus dem Register gestrichen              |
| 2     | Iltis Brewery and Ice House |      | 1980 ID-Nr. 80001969 | 597 Stoughton Avenue 44° 50′ 22,2″ N, 93° 32′ 14,4″ W   | Chaska     | Im Jahr 1989 abgerissen und 1991 aus dem Register gestrichen                 |
| 3     | Kusske and Hahn Saloon      |      | 1980 ID-Nr. 80001969 | County Highway 23                                       | Mayer      | 1870 im Italianate-Stil errichteter Saloon; 1991 aus dem Register gestrichen |